# Cuspidaria exigua
Cuspidaria exigua är en musselart som först beskrevs av John Gwyn Jeffreys 1876.  Cuspidaria exigua ingår i släktet Cuspidaria och familjen Cuspidariidae. Inga underarter finns listade i Catalogue of Life.